# Ludwig Christoph von Burgsdorff
Ludwig Christoph von Burgsdorff (* 19. Juli 1774 in Eisleben; † 25. Oktober 1828) war ein königlich-sächsischer Geheimer Rat und Hof- und Finanzrat sowie Studienfreund von Novalis.

## Leben
Ludwig Christoph von Burgsdorff entstammte dem alten brandenburgischen Adelsgeschlecht von Burgsdorff und war der Sohn von Christoph Gottlob von Burgsdorff (1736–1807). Er trat in den Dienst der Wettiner am sächsischen Hof in Dresden. 1813 war er dort der Gastgeber von Johann Wolfgang von Goethe, der damals bei ihm im Haus Seestraße 6 wohnte. 
Er war verheiratet mit Charlotte, geborene von der Lochau (* 23. Juni 1784; † 12. Mai 1863), der Tochter des Landrats Carl Ernst von der Lochau. Ludwig von Burgsdorff war ihr gemeinsamer Sohn. Durch Erbschaft erhielt seine Ehefrau die Hälfte des Rittergutes Niederglaucha im Amt Eilenburg.